# Anomala oblivia
Anomala oblivia är en skalbaggsart som beskrevs av Horn 1884. Anomala oblivia ingår i släktet Anomala och familjen Rutelidae. Inga underarter finns listade i Catalogue of Life.